# Cape (marine)
Pour les articles homonymes, voir Cape.

Schéma illustrant un voilier à la cape.

Mettre à la cape consiste, pour un navire à voile ou à moteur, à régler son cap et sa vitesse par rapport au vent, à la mer et à la houle, de manière à réduire ses mouvements de roulis et de tangage. Lorsque le navire est à la cape, le vent et la mer arrivent généralement par le travers avant, la vitesse est réduite ou limitée à la dérive due au vent ; le navire ne lutte plus contre les mouvements de la mer mais se laisse porter par elle. Cette allure est utilisée essentiellement dans le mauvais temps, pour limiter les efforts sur la coque ou au gréement, pour permettre à l'équipage de se reposer ou de s'alimenter ou pour effectuer des travaux qui demandent une certaine stabilité du navire. Cette allure peut éventuellement être conservée jusqu'au retour à des conditions plus clémentes, à condition que le vent ne pousse pas le navire vers des dangers. 
Sur un voilier, la cape peut se prendre avec les voiles hissées en laissant la voile d'avant bordée à contre et en choquant la grand-voile : on parle alors de cape courante. Quand le vent forcit encore, on passe à la cape sèche consistant à laisser le bateau dériver travers au vent et aux vagues à sec de toile (c’est-à-dire sans qu'aucune voile ne soit hissée) en amarrant la barre.
La cape peut être tenue jusqu'à une certaine force de mer qui dépend des caractéristiques du navire et de sa taille. Au-delà les vagues rendent cette allure intenable : le navire doit se « mettre en fuite » c’est-à-dire naviguer aux allures portantes poussé par le vent mais en tentant de contrôler sa vitesse (pour ne pas sancir) et sa direction (pour ne pas se mettre travers à la lame). 

## Technique

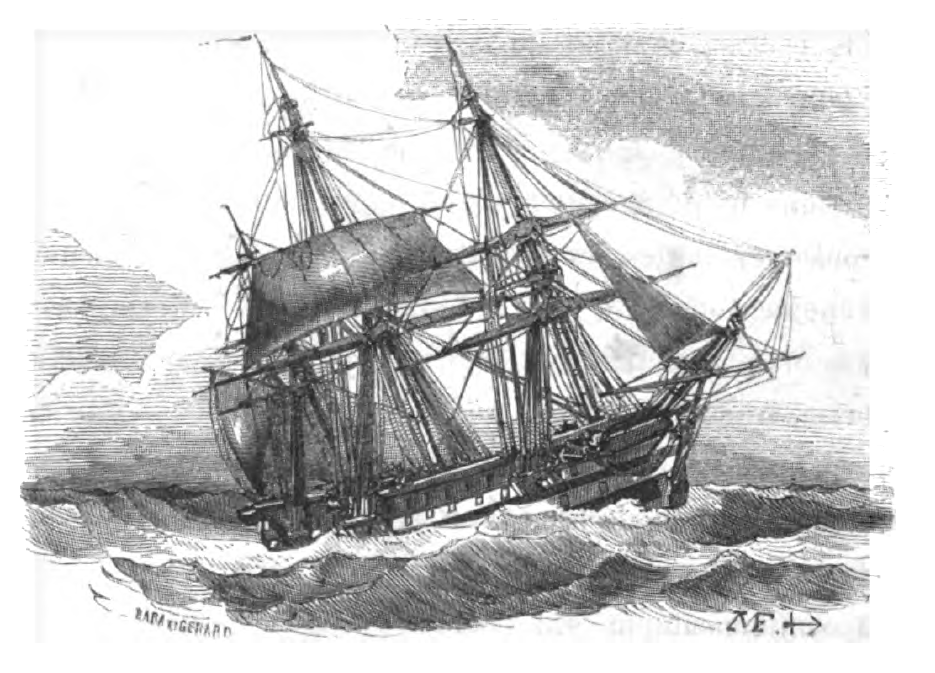
Un vaisseau de ligne de type Commerce de Marseille mettant à la cape. Dessin d'Antoine Morel-Fatio.

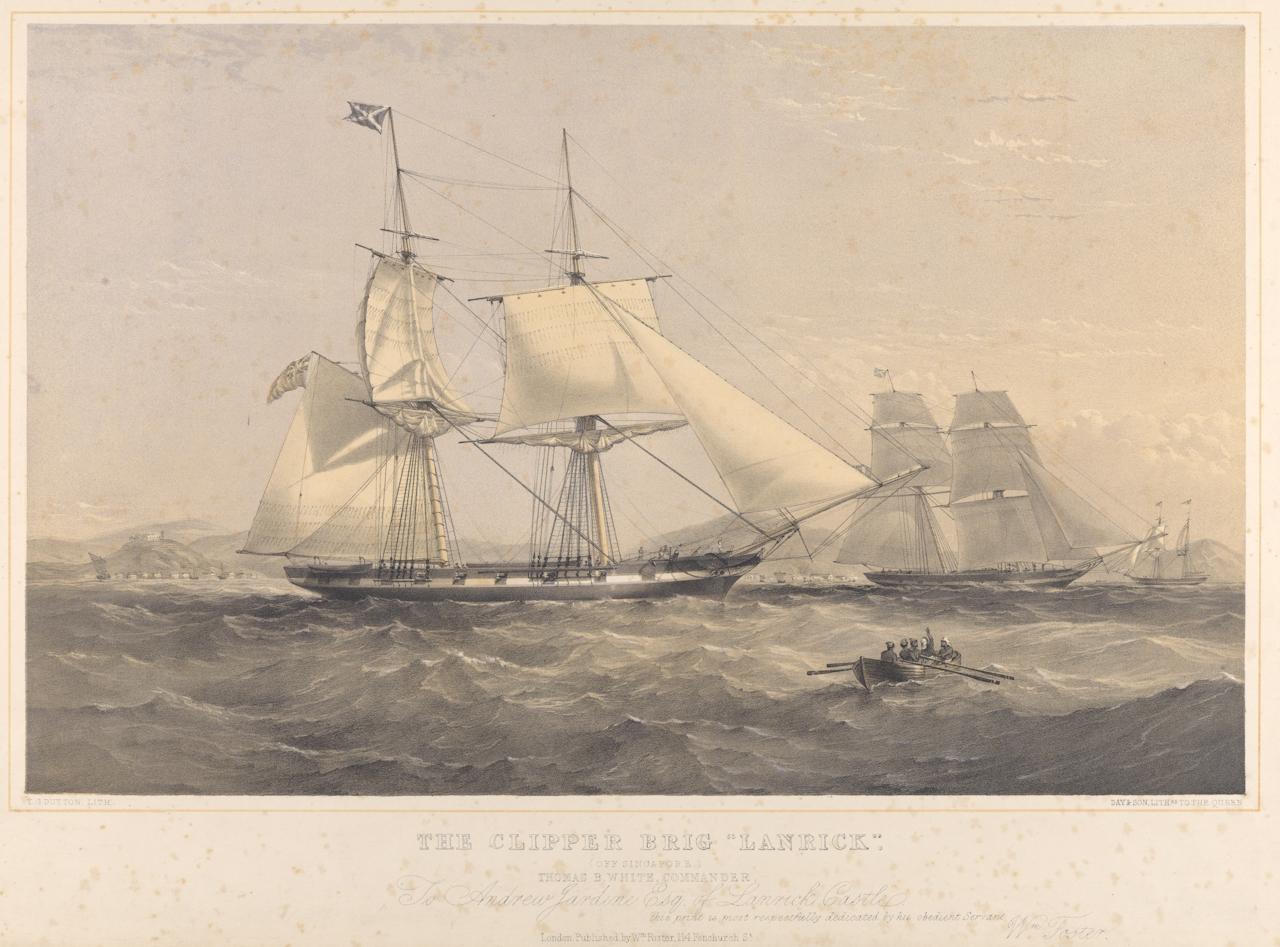
Un brick à la cape. Parmi les focs, seule la trinquette est hissée, la grand-voile carrée (mais non la brigantine) et la misaine sont ferlées pour réduire l'effort du vent dans la mâture, et le grand hunier est bordé à contre. (Le pavillon M en tête de mât signifie « Mon navire est stoppé et n'a plus d'erre ».)

Sur un voilier de croisière la « cape courante » se prend en se mettant à une allure entre travers et près : la voile d'avant est bordée à contre et la grand voile est choquée au maximum. On peut arriver rapidement à cette position en virant de bord sans toucher à l'écoute de foc. Afin que le bateau s'arrête plus vite, on peut faire décrocher le safran en tentant de loffer : il faut toutefois faire attention à ne pas virer de bord. On amarre enfin la barre sous le vent.
Le voilier va alors s'arrêter et osciller entre le près et le travers. Si la grand-voile prend du vent, il va avancer un petit peu, lofer et être arrêté par la voile gonflée à contre, ce qui le fait reculer, abattre, la grand-voile reprend un peu de vent… Pour trouver l'équilibre propre au voilier, on peut tenter des réglages différents avec la barre et l'écoute de grand voile.
Cet équilibre dynamique entre les forces exercées sur les voiles, son safran et sa quille, permet donc au voilier de rester relativement immobile par rapport à l'eau. La vitesse et la direction de la dérive dépendent des facteurs externes tels que la force du vent ou des vagues (taille, forme, rythme, direction des vagues influent beaucoup sur le déplacement d'un bateau) mais aussi des caractéristiques propres du bateau (forme de carène, rapport de surface entre les voiles). Certains bateaux sont très stables à la cape, d'autres sont difficiles à arrêter et ont tendance à continuer d'avancer ou à virer de bord à tout bout de champ. Dans tous les cas la cape reste une meilleure solution pour stationner en mer que de rester « face au vent ».
Une fois à la cape le bateau continue à se déplacer à vitesse réduite. Si la cape est bien établie, il va dériver sous le vent à petite vitesse (dépend de la force du vent 1 à 2 nœuds). En cape courante il progresse également légèrement vers l'avant. La dérive induite crée au vent un remous protecteur contre les vagues déferlantes.
La cape nécessite de disposer d'eau sous le vent si elle se prolonge (mais on peut rapidement repartir si un obstacle se rapproche). À la cape, même dans une mer relativement forte, les vagues qui arrivent par le travers passent rarement sur le pont sauf lorsqu'elles se cassent (déferlent) juste avant d'arriver sur le voilier. Une fois à la cape, on peut même relancer son bateau avec précision en bordant ou choquant tour à la tour la grand-voile, ce qui permet d'avancer à très faible vitesse tout en restant manœuvrant. Cette technique est en particulier très utile pour récupérer un homme à la mer étant donné qu'il faut alors s'approcher avec précaution pour ne pas le percuter à pleine vitesse.
Autrefois, les grands navires à voile (trois et quatre mâts) qui se mettaient à la cape bénéficiaient d'un avantage supplémentaire: la dérive sous le vent créait une sorte de zône de remous protecteurs au vent du navire qui "cassait" les vagues déferlantes et leur permettait de minimiser l'impact des paquets de mer destructeurs sur les œuvres mortes du navire...cet effet (encore mentionné dans les premières éditions du cours des Glénans) est beaucoup moins évident sur les voiliers actuels , beaucoup plus petits et plus légers.
Autre technique de cape tombée en désuétude : Le filage de l'huile. Pratiqué par les navires baleiniers  (qui disposaient d'huile de baleine en quantité conséquente) le jet à la mer d'une certaine quantité d'huile (un baril à demi défoncé et partiellement empli de chiffons abondamment huilés) permettait , par effet de tension de surface d'aplanir la mer (on connaît l'expression "mer d'huile") et de limiter l'impact des vagues déferlantes.
Pour les petits voiliers, les premiers plaisanciers au long cours (Slocum, Voss,Vito Dumas, puis plus récemment Bernard Moitessier) défrichèrent d'autres techniques de navigation par gros temps (notamment l'ancre flottante du Capitaine Voss). Les deux derniers cités, qui pratiquaient la navigation hauturière  dans les mers australes (les quarantièmes rugissants) très tempétueuses mais le plus souvent libres de dangers sous le vent privilégiaient la technique de la fuite aux allures portantes , préférant courir à grande vitesse pour échapper aux déferlantes.
L'ouvrage de référence pour les tactiques de gros temps a été compilé par le très expérimenté plaisancier et coureur au large britannique Adlard Coles dans un ouvrage régulièrement remis à jour (notamment lors des retours d'expérience de la tragique course du Fastnet 1979 où les voilers de course allégés à outrance présentèrent certaines faiblesses jusque là mal connues).